# Кредера Рубијано
Кредера Рубијано (итал. Credera Rubbiano) је насеље у Италији у округу Кремона, региону Ломбардија.
Према процени из 2011. у насељу је живело 718 становника. Насеље се налази на надморској висини од 70 м.

## Становништво
| 1931. | 1936. | 1951. | 1961. | 1971. | 1981. | 1991. | 2001. | 2011. |
| ----- | ----- | ----- | ----- | ----- | ----- | ----- | ----- | ----- |
| 2.440 | 2.332 | 2.280 | 1.933 | 1.647 | 1.562 | 1.691 | 1.621 | 1.645 |